# Krzysztof Walentynowicz Teliszewski
Krzysztof Walentynowicz Teliszewski herbu Abdank – stolnik nowogrodzkosiewierski w latach 1636-1638.
Był protegowanym Władysława IV Wazy.
Żołnierz, uczestnik wojny inflanckiej 1600-1611 i wojny polsko-rosyjskiej 1609-1618.
Poseł na sejmie 1636 roku z województwa smoleńskiego (zob. lista sejmów Rzeczypospolitej Obojga Narodów).